# Miguel Torrecilla
Miguel Montes Torrecilla (Morille, 22 dicembre 1969) è un dirigente sportivo ed ex calciatore spagnolo, di ruolo difensore.

## Biografia
Anche suo fratello maggiore Juan Antonio ha giocato come calciatore professionista.

## Carriera
Cresciuto nel Salamanca, affrontò con il club la trafila delle giovanili e la scalata dalla Segunda División B alla Liga, disputata nella stagione 1995-1996. Esordì nella massima serie spagnola il 3 settembre 1995 contro l'Espanyol. Ha disputato tutte le 38 partite di campionato da titolare. Collezionò anche un gol, contro il Mérida, e tre espulsioni. Il Salamanca non riuscì a evitare la retrocessione a fine anno, tornando così in Segunda División.
Nel 1997 si trasferì all'Elche CF per una stagione, sempre in Segunda División. In seguito giocò in Segunda B con la Cultural y Deportiva Leonesa e il Guadix CF. Si ritirò nel 2001.
Successivamente lavorò come direttore sportivo in diversi club spagnoli: Novelda CF, Cartagena, UD Salamanca, Celta Vigo, Betis Siviglia, Sporting Gijón e Real Saragozza.
Ha avuto anche esperienze in altri paesi, precisamente con il Waasland-Beveren in Belgio e all'Everton de Viña del Mar in Cile..